# اهانتسیک-کارتیویل
اهانتسیک-کارتیویل (به انگلیسی: Ahuntsic-Cartierville) یک سکونتگاه مسکونی در کانادا است که در مونترآل واقع شده‌است.

## خصوصیات
اهانتسیک-کارتیویل ۲۴٫۲ کیلومترمربع مساحت و ۱۲۶٬۸۹۱ نفر جمعیت دارد.